# Pernille Undén
Pernille Lerche Undén född 15 april 1970 i Jönköping, Jönköpings län är en svensk officer med tjänstegraden överste.

## Biografi
Undén avlade 1991 officersexamen vid Flygvapnets officershögskola. Åren 1990–2020 har Undén bland annat varit verksamhet som operationsledare, produktionsledare, verksamhetsutvecklare samt som lärare vid Försvarshögskolan. Åren 2016–2018 var Undén operationsledare på Insatsstaben vid Högkvarteret. Åren 2018–2020 var Undén ställföreträdande chef för Luftstridsskolan. År 2021 var Undén chef för utvecklingsavdelning på Insatsstaben vid Högkvarteret. År 2021 tillträdde Undén befattningen som chef för Upplands flygflottilj tillika garnisonschef för Uppsala garnison.